# أندرا (هانتي-مانسيجا)
أندرا (بالروسية: Андра) هي مدينة في مقاطعة أوكروغ خانتي - مانسي الذاتية في روسيا.